# Uno-X Ladies Cup 2023
Uno-X Ladies Cup 2023 var den fjerde udgave af den danske løbsserie DCU Ladies Cup. Den blev afviklet over fem afdelinger fra april til oktober 2023. Der blev kåret en samlet vinder, og en vinder i ungdomskonkurrencen.
For tredje år i træk blev Marita Jensen fra Team Interklima ABC Copenhagen samlet vinder af løbsserien. Det skete efter at hun vandt sidste afdeling, og overhalede Mia Sofie Rützou og holdkammerat Julie Nielsen Maribo i den samlede stilling. Maribo endte på andenpladsen mens
Rützou tog den sidste plads på podiet. Alberte Greve fra Team Rytger p/b Carl Ras blev vinder af ungdomskonkurrencen.

## Point
For hver afdeling blev der givet point til rytterne efter placering.
Nr. 1 fik 10 point, Nr. 2 fik 9 point, Nr. 3 fik 8 point, Nr. 4 fik 7 point... nr. 10 får 1 point. Herudover blev der givet 1 point til alle startende ryttere, samt 1 point til alle fuldførende ryttere. I tilfælde af pointlighed blev placeringen i senest afviklede løb afgørende.

## Hold
| translation for headoftableIII_translate index 57 not found- Uno-X Pro Cycling Team UCI Women's Kontinentalhold- Coop-Hitec Products DCU Elite Teams (3)- Team Rytger powered by Carl Ras - Interklima ABC Copenhagen - Nyt Syn by Fialla powered by Extreme Amatørkvindehold (2)- ACR Women Elite - JS.dk Regional- og klubhold (12)- Give Cykelklub - CFC Spordiklubi - Pärnu Kalevi Spordikool - Cykle Klubben Aarhus - Arbejdernes Bicycle Club København - Holte MTB Klub - Aalborg Cykle-Ring - Sydkysten Cycling - Greve Cykle Club - Amager Cykle Ring - Rødekro Cykle Club - Varde Cykelklub |
| |

## Resultater
| Etape    | Dato     | Start – Mål         | type          | Afstand (km) | Etapevinder                | Førende rytter      |
| -------- | -------- | ------------------- | ------------- | ------------ | -------------------------- | ------------------- |
| 1. etape | 15. apr. | Stigsnæs – Stigsnæs | enkeltstart   | 25,3         | Laura Auerbach-Lind        | Laura Auerbach-Lind |
| 2. etape | 16. apr. | Stigsnæs – Stigsnæs | flad etape    | 101,2        | Rebecca Koerner            | Rebecca Koerner     |
| 3. etape | 18. jun. | Gesten – Gesten     | flad etape    | 113          | Maja Winther Brandt Heisel | Mia Sofie Rützou    |
| 4. etape | 10. sep. | Virring – Virring   | kuperet etape | 90           | Julie Nielsen Maribo       | Mia Sofie Rützou    |
| 5. etape | 1. okt.  | Mørkøv – Mørkøv     | flad etape    | 103,2        | Marita Jensen              | Marita Jensen       |

### 1. afdeling ved Stigsnæs
Næstved Bicycle Club og Slagelse Cykle Ring var 15. april arrangør af den første afdeling af Uno-X Ladies Cup. Det var en 25,3 km lang enkeltstart med start og mål ved Stigsnæsværket.
Med en gennemsnitsfart på 44,77 kilometer i timen blev Laura Auerbach-Lind fra Team Rytger p/b Carl Ras en sikker vinder af enkeltstarten, da hendes tid var 22 sekunder hurtigere end fuldtidsprofessionelle Rebecca Koerner fra Uno-X Pro Cycling Team. Mia Sofie Rützou fra Team Nyt Syn by Fialla powered by Extreme endte på tredjepladsen.
| Stigsnæs - Stigsnæs | enkeltstart | (25,3 km) |

| \| Etaperesultat \| Etaperesultat \| Etaperesultat \| Etaperesultat \| Etaperesultat \| \| Rytter \| Rytter \| Hold \| Tid \| \| \| ------------- \| --------------------------- \| ----------------------------------------- \| ------------- \| ------------- \| \| 1. \| Laura Auerbach-Lind \| Team Rytger powered by Carl Ras \| 34' 50" \| \| \| 2. \| Rebecca Koerner \| Uno-X Pro Cycling Team \| + 22" \| \| \| 3. \| Mia Sofie Rützou \| Team Nyt Syn by Fialla powered by Extreme \| + 33" \| \| \| 4. \| Julie Nielsen Maribo \| Interklima ABC Copenhagen \| + 1' 01" \| \| \| 5. \| Marie-Louise Hartz Krogager \| Interklima ABC Copenhagen \| + 1' 01" \| \| \| 6. \| Marita Jensen \| Interklima ABC Copenhagen \| + 1' 04" \| \| \| 7. \| Christina Bragh Lorenzen \| Interklima ABC Copenhagen \| + 1' 18" \| \| \| 8. \| Alberte Greve \| Team Rytger powered by Carl Ras \| + 1' 23" \| \| \| 9. \| Bianca Christiansen \| Amager Cykle Ring \| + 1' 29" \| \| \| 10. \| Laura Lizette Sander \| Pärnu Kalevi Spordikool \| + 1' 32" \| \| |                             |                                           |          |
| |                             |                                           |          |
| |                             |                                           |          |
| Etaperesultat |                             |                                           |          |
| Rytter | Rytter                      | Hold                                      | Tid      |
| 1. | Laura Auerbach-Lind         | Team Rytger powered by Carl Ras           | 34' 50"  |
| 2. | Rebecca Koerner             | Uno-X Pro Cycling Team                    | + 22"    |
| 3. | Mia Sofie Rützou            | Team Nyt Syn by Fialla powered by Extreme | + 33"    |
| 4. | Julie Nielsen Maribo        | Interklima ABC Copenhagen                 | + 1' 01" |
| 5. | Marie-Louise Hartz Krogager | Interklima ABC Copenhagen                 | + 1' 01" |
| 6. | Marita Jensen               | Interklima ABC Copenhagen                 | + 1' 04" |
| 7. | Christina Bragh Lorenzen    | Interklima ABC Copenhagen                 | + 1' 18" |
| 8. | Alberte Greve               | Team Rytger powered by Carl Ras           | + 1' 23" |
| 9. | Bianca Christiansen         | Amager Cykle Ring                         | + 1' 29" |
| 10. | Laura Lizette Sander        | Pärnu Kalevi Spordikool                   | + 1' 32" |

#### Samlet klassement
| Pointkonkurrence | Pointkonkurrence            | Pointkonkurrence                          | Pointkonkurrence | Pointkonkurrence |
| Rytter           | Rytter                      | Hold                                      | Point            |                  |
| ---------------- | --------------------------- | ----------------------------------------- | ---------------- | ---------------- |
| 1.               | Laura Auerbach-Lind         | Team Rytger powered by Carl Ras           | 12 point         |                  |
| 2.               | Rebecca Koerner             | Uno-X Pro Cycling Team                    | 11 point         |                  |
| 3.               | Mia Sofie Rützou            | Team Nyt Syn by Fialla powered by Extreme | 10 point         |                  |
| 4.               | Julie Nielsen Maribo        | Interklima ABC Copenhagen                 | 9 point          |                  |
| 5.               | Marie-Louise Hartz Krogager | Interklima ABC Copenhagen                 | 8 point          |                  |
| 6.               | Marita Jensen               | Interklima ABC Copenhagen                 | 7 point          |                  |
| 7.               | Christina Bragh Lorenzen    | Interklima ABC Copenhagen                 | 6 point          |                  |
| 8.               | Alberte Greve               | Team Rytger powered by Carl Ras           | 5 point          |                  |
| 9.               | Bianca Christiansen         | Amager Cykle Ring                         | 4 point          |                  |
| 10.              | Laura Lizette Sander        | Pärnu Kalevi Spordikool                   | 3 point          |                  |

### 2. afdeling ved Stigsnæs
Som ved første afdeling var Næstved Bicycle Club og Slagelse Cykle Ring den 16. april også arrangør af den anden afdeling af Uno-X Ladies Cup 2023. Start og mål var som ved enkeltstarten dagen før også ved Stigsnæsværket, og rytterne skulle køre på den samme rute. Ved linjeløbet skulle den 25,3 km lange rundstrækning gennemkøres fire gange, inden der efter 101,2 skulle kåres en vinder.
Rebecca Koerner fra Uno-X Pro Cycling Team var feltets eneste fuldtidsprofessionelle rytter. Hun vandt løbet efter hun var kommet alene til mål sammen med tidligere holdkammerat Christina Bragh Lorenzen fra Team Interklima ABC Copenhagen. Koerner kom samtidig i den gule førertrøje, da hun samlet havde flest point efter andenpladsen ved 1. afdeling.
| Stigsnæs - Stigsnæs | flad etape | (101,2 km) |

| \| Etaperesultat \| Etaperesultat \| Etaperesultat \| Etaperesultat \| Etaperesultat \| \| Rytter \| Rytter \| Hold \| Tid \| \| \| ------------- \| ------------------------------- \| ----------------------------------------- \| ------------- \| ------------- \| \| 1. \| Rebecca Koerner \| Uno-X Pro Cycling Team \| 2t 36' 21" \| \| \| 2. \| Christina Bragh Lorenzen \| Interklima ABC Copenhagen \| + 0" \| \| \| 3. \| Marie-Louise Hartz Krogager \| Interklima ABC Copenhagen \| + 26" \| \| \| 4. \| Laura Lizette Sander \| Pärnu Kalevi Spordikool \| + 40" \| \| \| 5. \| Mia Sofie Rützou \| Team Nyt Syn by Fialla powered by Extreme \| + 1' 18" \| \| \| 6. \| Marita Jensen \| Interklima ABC Copenhagen \| + 1' 18" \| \| \| 7. \| Julie Nielsen Maribo \| Interklima ABC Copenhagen \| + 1' 18" \| \| \| 8. \| Caroline Kirk Schad \| ACR Women Elite \| + 1' 18" \| \| \| 9. \| Natali Nora Nigul \| CFC Spordiklubi \| + 1' 18" \| \| \| 10. \| Olympia Bianca Norrid-Mortensen \| Holte MTB Klub \| + 1' 18" \| \| |                                 |                                           |            |
| |                                 |                                           |            |
| |                                 |                                           |            |
| Etaperesultat |                                 |                                           |            |
| Rytter | Rytter                          | Hold                                      | Tid        |
| 1. | Rebecca Koerner                 | Uno-X Pro Cycling Team                    | 2t 36' 21" |
| 2. | Christina Bragh Lorenzen        | Interklima ABC Copenhagen                 | + 0"       |
| 3. | Marie-Louise Hartz Krogager     | Interklima ABC Copenhagen                 | + 26"      |
| 4. | Laura Lizette Sander            | Pärnu Kalevi Spordikool                   | + 40"      |
| 5. | Mia Sofie Rützou                | Team Nyt Syn by Fialla powered by Extreme | + 1' 18"   |
| 6. | Marita Jensen                   | Interklima ABC Copenhagen                 | + 1' 18"   |
| 7. | Julie Nielsen Maribo            | Interklima ABC Copenhagen                 | + 1' 18"   |
| 8. | Caroline Kirk Schad             | ACR Women Elite                           | + 1' 18"   |
| 9. | Natali Nora Nigul               | CFC Spordiklubi                           | + 1' 18"   |
| 10. | Olympia Bianca Norrid-Mortensen | Holte MTB Klub                            | + 1' 18"   |

#### Samlet klassement
| Pointkonkurrence | Pointkonkurrence            | Pointkonkurrence                          | Pointkonkurrence | Pointkonkurrence |
| Rytter           | Rytter                      | Hold                                      | Point            |                  |
| ---------------- | --------------------------- | ----------------------------------------- | ---------------- | ---------------- |
| 1.               | Rebecca Koerner             | Uno-X Pro Cycling Team                    | 23 point         |                  |
| 2.               | Marie-Louise Hartz Krogager | Interklima ABC Copenhagen                 | 18 point         |                  |
| 3.               | Mia Sofie Rützou            | Team Nyt Syn by Fialla powered by Extreme | 18 point         |                  |
| 4.               | Christina Bragh Lorenzen    | Interklima ABC Copenhagen                 | 17 point         |                  |
| 5.               | Julie Nielsen Maribo        | Interklima ABC Copenhagen                 | 15 point         |                  |
| 6.               | Marita Jensen               | Interklima ABC Copenhagen                 | 14 point         |                  |
| 7.               | Laura Auerbach-Lind         | Team Rytger powered by Carl Ras           | 14 point         |                  |
| 8.               | Laura Lizette Sander        | Pärnu Kalevi Spordikool                   | 12 point         |                  |
| 9.               | Caroline Kirk Schad         | ACR Women Elite                           | 7 point          |                  |
| 10.              | Alberte Greve               | Team Rytger powered by Carl Ras           | 7 point          |                  |

### 3. afdeling ved Gesten
Den 18. juni var Vejen Bicycle Club og Esbjerg Cykel Ring vært ved cuppens 3. afdeling. Her skulle der køres fem omgange på en 22,6 km lang rundstrækning ved Gesten.
På tredje omgang rykker Team Interklima ABC Copenhagen-rytterne Marita Jensen og Maja Winther Brandt Heisel fra feltet og får selskab af Mia Sofie Rützou fra Team Nyt Syn by Fialla powered by Extreme. De får hurtigt et stort forspring. Senere køre Heisel alene, og kommer først over målstregen med et forspring på over to minutter. Rützou ender på andenpladsen og overtager den gule førertrøje. Alberte Greve (Team Rytger p/b Carl Ras) kom ind på fjerdepladsen og bevarer føringen i ungdomskonkurrencen.
| Gesten - Gesten | flad etape | (113 km) |

| \| Etaperesultat \| Etaperesultat \| Etaperesultat \| Etaperesultat \| Etaperesultat \| \| Rytter \| Rytter \| Hold \| Tid \| \| \| ------------- \| -------------------------- \| ----------------------------------------- \| ------------- \| ------------- \| \| 1. \| Maja Winther Brandt Heisel \| Interklima ABC Copenhagen \| 2t 47' 25" \| \| \| 2. \| Mia Sofie Rützou \| Team Nyt Syn by Fialla powered by Extreme \| + 2' 24" \| \| \| 3. \| Marita Jensen \| Interklima ABC Copenhagen \| + 2' 24" \| \| \| 4. \| Alberte Greve \| Team Rytger powered by Carl Ras \| + 4' 01" \| \| \| 5. \| Mona Graversen Eckeroth \| Give Cykelklub \| + 4' 01" \| \| \| 6. \| Janni Spangsberg \| Varde Cykelklub \| + 4' 01" \| \| \| 7. \| Julie Nielsen Maribo \| Interklima ABC Copenhagen \| + 4' 01" \| \| \| 8. \| Melanie Brunhofer \| ACR Women Elite \| + 4' 01" \| \| \| 9. \| Rebecca Koerner \| Uno-X Pro Cycling Team \| + 4' 01" \| \| \| 10. \| Michelle Andres \| JS.dk \| + 4' 01" \| \| |                            |                                           |            |
| |                            |                                           |            |
| |                            |                                           |            |
| Etaperesultat |                            |                                           |            |
| Rytter | Rytter                     | Hold                                      | Tid        |
| 1. | Maja Winther Brandt Heisel | Interklima ABC Copenhagen                 | 2t 47' 25" |
| 2. | Mia Sofie Rützou           | Team Nyt Syn by Fialla powered by Extreme | + 2' 24"   |
| 3. | Marita Jensen              | Interklima ABC Copenhagen                 | + 2' 24"   |
| 4. | Alberte Greve              | Team Rytger powered by Carl Ras           | + 4' 01"   |
| 5. | Mona Graversen Eckeroth    | Give Cykelklub                            | + 4' 01"   |
| 6. | Janni Spangsberg           | Varde Cykelklub                           | + 4' 01"   |
| 7. | Julie Nielsen Maribo       | Interklima ABC Copenhagen                 | + 4' 01"   |
| 8. | Melanie Brunhofer          | ACR Women Elite                           | + 4' 01"   |
| 9. | Rebecca Koerner            | Uno-X Pro Cycling Team                    | + 4' 01"   |
| 10. | Michelle Andres            | JS.dk                                     | + 4' 01"   |

#### Samlet klassement
| Pointkonkurrence | Pointkonkurrence            | Pointkonkurrence                          | Pointkonkurrence | Pointkonkurrence |
| Rytter           | Rytter                      | Hold                                      | Point            |                  |
| ---------------- | --------------------------- | ----------------------------------------- | ---------------- | ---------------- |
| 1.               | Mia Sofie Rützou            | Team Nyt Syn by Fialla powered by Extreme | 29 point         |                  |
| 2.               | Rebecca Koerner             | Uno-X Pro Cycling Team                    | 27 point         |                  |
| 3.               | Marita Jensen               | Interklima ABC Copenhagen                 | 24 point         |                  |
| 4.               | Julie Nielsen Maribo        | Interklima ABC Copenhagen                 | 21 point         |                  |
| 5.               | Marie-Louise Hartz Krogager | Interklima ABC Copenhagen                 | 18 point         |                  |
| 6.               | Christina Bragh Lorenzen    | Interklima ABC Copenhagen                 | 17 point         |                  |
| 7.               | Maja Winther Brandt Heisel  | Interklima ABC Copenhagen                 | 16 point         |                  |
| 8.               | Alberte Greve               | Team Rytger powered by Carl Ras           | 16 point         |                  |
| 9.               | Laura Auerbach-Lind         | Team Rytger powered by Carl Ras           | 16 point         |                  |
| 10.              | Mona Graversen Eckeroth     | Give Cykelklub                            | 12 point         |                  |

### 4. afdeling ved Virring
Den 10. september var Cykle Klubben Aarhus vært ved cuppens 4. afdeling. Der skulle køres på en rute ved Virring.
| Virring - Virring | kuperet etape | (90 km) |

| \| Etaperesultat \| Etaperesultat \| Etaperesultat \| Etaperesultat \| Etaperesultat \| \| Rytter \| Rytter \| Hold \| Tid \| \| \| ------------- \| ------------------------------- \| ----------------------------------------- \| ------------- \| ------------- \| \| 1. \| Julie Nielsen Maribo \| Interklima ABC Copenhagen \| 2t 43' 20" \| \| \| 2. \| Amalie Kvist Nybroe \| Interklima ABC Copenhagen \| + 6" \| \| \| 3. \| Laura Auerbach-Lind \| Team Rytger powered by Carl Ras \| + 1' 01" \| \| \| 4. \| Marie-Louise Hartz Krogager \| Interklima ABC Copenhagen \| + 4' 26" \| \| \| 5. \| Mikka Holm \| Sydkysten Cycling \| + 4' 55" \| \| \| 6. \| Marita Jensen \| Interklima ABC Copenhagen \| + 5' 23" \| \| \| 7. \| Christina Bragh Lorenzen \| Interklima ABC Copenhagen \| + 5' 23" \| \| \| 8. \| Mia Sofie Rützou \| Team Nyt Syn by Fialla powered by Extreme \| + 7' 02" \| \| \| 9. \| Alberte Greve \| Team Rytger powered by Carl Ras \| + 8' 20" \| \| \| 10. \| Olympia Bianca Norrid-Mortensen \| Holte MTB Klub \| + 8' 20" \| \| |                                 |                                           |            |
| |                                 |                                           |            |
| |                                 |                                           |            |
| Etaperesultat |                                 |                                           |            |
| Rytter | Rytter                          | Hold                                      | Tid        |
| 1. | Julie Nielsen Maribo            | Interklima ABC Copenhagen                 | 2t 43' 20" |
| 2. | Amalie Kvist Nybroe             | Interklima ABC Copenhagen                 | + 6"       |
| 3. | Laura Auerbach-Lind             | Team Rytger powered by Carl Ras           | + 1' 01"   |
| 4. | Marie-Louise Hartz Krogager     | Interklima ABC Copenhagen                 | + 4' 26"   |
| 5. | Mikka Holm                      | Sydkysten Cycling                         | + 4' 55"   |
| 6. | Marita Jensen                   | Interklima ABC Copenhagen                 | + 5' 23"   |
| 7. | Christina Bragh Lorenzen        | Interklima ABC Copenhagen                 | + 5' 23"   |
| 8. | Mia Sofie Rützou                | Team Nyt Syn by Fialla powered by Extreme | + 7' 02"   |
| 9. | Alberte Greve                   | Team Rytger powered by Carl Ras           | + 8' 20"   |
| 10. | Olympia Bianca Norrid-Mortensen | Holte MTB Klub                            | + 8' 20"   |

#### Samlet klassement
| Pointkonkurrence | Pointkonkurrence            | Pointkonkurrence                          | Pointkonkurrence | Pointkonkurrence |
| Rytter           | Rytter                      | Hold                                      | Point            |                  |
| ---------------- | --------------------------- | ----------------------------------------- | ---------------- | ---------------- |
| 1.               | Mia Sofie Rützou            | Team Nyt Syn by Fialla powered by Extreme | 34 point         |                  |
| 2.               | Julie Nielsen Maribo        | Interklima ABC Copenhagen                 | 33 point         |                  |
| 3.               | Marita Jensen               | Interklima ABC Copenhagen                 | 31 point         |                  |
| 4.               | Marie-Louise Hartz Krogager | Interklima ABC Copenhagen                 | 27 point         |                  |
| 5.               | Rebecca Koerner             | Uno-X Pro Cycling Team                    | 27 point         |                  |
| 6.               | Laura Auerbach-Lind         | Team Rytger powered by Carl Ras           | 26 point         |                  |
| 7.               | Christina Bragh Lorenzen    | Interklima ABC Copenhagen                 | 23 point         |                  |
| 8.               | Alberte Greve               | Team Rytger powered by Carl Ras           | 20 point         |                  |
| 9.               | Amalie Kvist Nybroe         | Interklima ABC Copenhagen                 | 17 point         |                  |
| 10.              | Maja Winther Brandt Heisel  | Interklima ABC Copenhagen                 | 16 point         |                  |

### 5. afdeling ved Mørkøv
Den 1. oktober var Holbæk Cykelsport vært ved cuppens 5. og sidste afdeling. Der skulle køres på en rundstrækning syd for Mørkøv.
| Mørkøv - Mørkøv | flad etape | (103,2 km) |

| \| Etaperesultat \| Etaperesultat \| Etaperesultat \| Etaperesultat \| Etaperesultat \| \| Rytter \| Rytter \| Hold \| Tid \| \| \| ------------- \| ------------------------------- \| ----------------------------------------- \| ------------- \| ------------- \| \| 1. \| Marita Jensen \| Interklima ABC Copenhagen \| 2t 39' 32" \| \| \| 2. \| Alberte Greve \| Team Rytger powered by Carl Ras \| + 0" \| \| \| 3. \| Sigrid Ytterhus Haugset \| Coop-Hitec Products \| + 1" \| \| \| 4. \| Julie Nielsen Maribo \| Interklima ABC Copenhagen \| + 4' 04" \| \| \| 5. \| Christina Bragh Lorenzen \| Interklima ABC Copenhagen \| + 4' 23" \| \| \| 6. \| Mia Sofie Rützou \| Team Nyt Syn by Fialla powered by Extreme \| + 4' 48" \| \| \| 7. \| Melanie Brunhofer \| ACR Women Elite \| + 4' 48" \| \| \| 8. \| Olympia Bianca Norrid-Mortensen \| Holte MTB Klub \| + 4' 48" \| \| \| 9. \| Anna Serop \| ACR Women Elite \| + 4' 48" \| \| \| 10. \| Aleksandra Jensen \| Aarhus Studenternes Cykelklub \| + 4' 49" \| \| |                                 |                                           |            |
| |                                 |                                           |            |
| |                                 |                                           |            |
| Etaperesultat |                                 |                                           |            |
| Rytter | Rytter                          | Hold                                      | Tid        |
| 1. | Marita Jensen                   | Interklima ABC Copenhagen                 | 2t 39' 32" |
| 2. | Alberte Greve                   | Team Rytger powered by Carl Ras           | + 0"       |
| 3. | Sigrid Ytterhus Haugset         | Coop-Hitec Products                       | + 1"       |
| 4. | Julie Nielsen Maribo            | Interklima ABC Copenhagen                 | + 4' 04"   |
| 5. | Christina Bragh Lorenzen        | Interklima ABC Copenhagen                 | + 4' 23"   |
| 6. | Mia Sofie Rützou                | Team Nyt Syn by Fialla powered by Extreme | + 4' 48"   |
| 7. | Melanie Brunhofer               | ACR Women Elite                           | + 4' 48"   |
| 8. | Olympia Bianca Norrid-Mortensen | Holte MTB Klub                            | + 4' 48"   |
| 9. | Anna Serop                      | ACR Women Elite                           | + 4' 48"   |
| 10. | Aleksandra Jensen               | Aarhus Studenternes Cykelklub             | + 4' 49"   |

### Samlede stilling
| Pointkonkurrence | Pointkonkurrence            | Pointkonkurrence                          | Pointkonkurrence | Pointkonkurrence |
| Rytter           | Rytter                      | Hold                                      | Point            |                  |
| ---------------- | --------------------------- | ----------------------------------------- | ---------------- | ---------------- |
| 1.               | Marita Jensen               | Interklima ABC Copenhagen                 | 43 point         |                  |
| 2.               | Julie Nielsen Maribo        | Interklima ABC Copenhagen                 | 42 point         |                  |
| 3.               | Mia Sofie Rützou            | Team Nyt Syn by Fialla powered by Extreme | 41 point         |                  |
| 4.               | Alberte Greve               | Team Rytger powered by Carl Ras           | 31 point         |                  |
| 5.               | Christina Bragh Lorenzen    | Interklima ABC Copenhagen                 | 31 point         |                  |
| 6.               | Marie-Louise Hartz Krogager | Interklima ABC Copenhagen                 | 29 point         |                  |
| 7.               | Rebecca Koerner             | Uno-X Pro Cycling Team                    | 27 point         |                  |
| 8.               | Laura Auerbach-Lind         | Team Rytger powered by Carl Ras           | 26 point         |                  |
| 9.               | Amalie Kvist Nybroe         | Interklima ABC Copenhagen                 | 17 point         |                  |
| 10.              | Maja Winther Brandt Heisel  | Interklima ABC Copenhagen                 | 16 point         |                  |

### Ungdomskonkurrencen
| Ungdomskonkurrence | Ungdomskonkurrence              | Ungdomskonkurrence              | Ungdomskonkurrence | Ungdomskonkurrence |
| Rytter             | Rytter                          | Hold                            | Tid                |                    |
| ------------------ | ------------------------------- | ------------------------------- | ------------------ | ------------------ |
| 1.                 | Alberte Greve                   | Team Rytger powered by Carl Ras |                    |                    |
| 2.                 | Olympia Bianca Norrid-Mortensen | Holte MTB Klub                  |                    |                    |
| 3.                 | Mona Graversen Eckeroth         | Give Cykelklub                  |                    |                    |
| 4.                 | Ida Krickau Ketelsen            | Team Rytger powered by Carl Ras |                    |                    |
| 5.                 | Anna Margrethe Hansen           | Team Rytger powered by Carl Ras |                    |                    |
| 6.                 | Line Juul Balle                 | Aalborg Cykle-Ring              |                    |                    |
| 7.                 | Sofie Pedersen                  | Give Cykelklub                  |                    |                    |
| 8.                 | Natali Nora Nigul               | CFC Spordiklubi                 |                    |                    |
| 9.                 | Nicolina Hansen                 | Give Cykelklub                  |                    |                    |
| 10.                | Mathilde Cramer                 | Greve Cykle Club                |                    |                    |

## Trøjernes fordeling gennem løbet
| Etape    |               | Vinder _                   | Samlede stilling    | Ungdomstrøje  |
| -------- | ------------- | -------------------------- | ------------------- | ------------- |
| 1. etape | enkeltstart   | Laura Auerbach-Lind        | Laura Auerbach-Lind | Alberte Greve |
| 2. etape | flad etape    | Rebecca Koerner            | Rebecca Koerner     | Alberte Greve |
| 3. etape | flad etape    | Maja Winther Brandt Heisel | Mia Sofie Rützou    | Alberte Greve |
| 4. etape | kuperet etape | Julie Nielsen Maribo       | Mia Sofie Rützou    | Alberte Greve |
| 5. etape | flad etape    | Marita Jensen              | Marita Jensen       | Alberte Greve |
| Samlet   | Samlet        |                            | Marita Jensen       | Alberte Greve |